# 天桂岩
天桂岩位于中国江西省上饶市广丰县排山镇南侧的半山腰中，是一个石灰岩溶洞，因古时洞口有丹桂而得名。天桂岩与东岩、白花岩合称广丰三岩。
洞口上方是一块巨岩，上有丹书“天桂巗“三个大字，左侧题“亰口丁璣書”。洞口还有一些小型石刻，但因自然风化和人为破坏，很多字迹都已辨识不清。
洞口东侧为西岩上寺，初名广福寺，始建于宋，屡建屡毁，现存者为20世纪末重建，称古广福院。山下还有西岩下寺，南宋建炎四年（1130年）韩世忠出征途径此处祈神，得胜还朝后，敕封廣福羅漢院，现存者为同治初年重建，民国间曾先后改作天桂小学、弹药库、江西省农业院广丰烟叶改良场等，1949年后曾设天桂区人民政府、排山粮油管理所。
天桂岩石刻及附属文物廣福羅漢院于1987年被列为江西省文物保护单位。

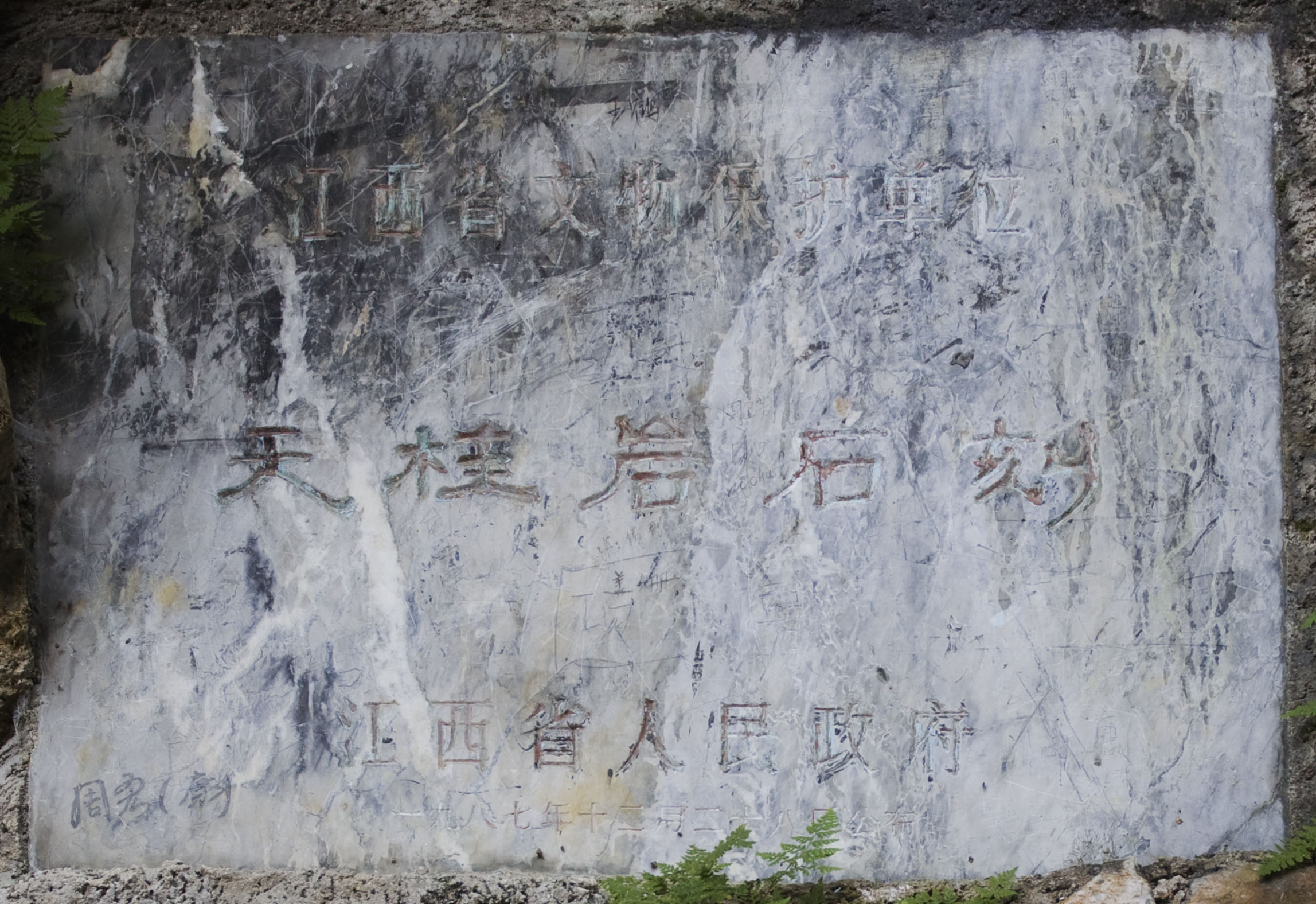